# Pristimantis carranguerorum
Pristimantis carranguerorum är en groddjursart som först beskrevs av Lynch 1994.  Pristimantis carranguerorum ingår i släktet Pristimantis och familjen Strabomantidae. IUCN kategoriserar arten globalt som otillräckligt studerad. Inga underarter finns listade i Catalogue of Life.